# アンゲリシン
アンゲリシン（英: Angelicin）はフラノクマリンの一種。天然には、セイヨウトウキ（別名 アンゲリカ）の根から採れる精油に含まれる。1842年に、ルートヴィヒ・ブフナー (Ludwig Andreas Buchner) により発見された
。

## 性質
水にはほぼ不溶。低温のアルコールには難溶であるが、加温したアルコール、エーテル、クロロホルム、ベンゼン、二硫化炭素とテレビン油には可溶である。100℃に加熱すると赤く溶融し、炭化する。他のフラノクマリンと同様に光毒性があり、皮膚に付いた状態で太陽光、特に紫外線の曝露を受けると発癌の可能性がある。国際がん研究機関では、アンゲリシンの発癌リスクをGroup3（ヒトに対する発癌性が分類できない）に分類している。